# Beatrica Courtenayska
Srednjovjekovna gospa Beatrica Courtenayska (Beatrix de Courtenay) (? — nakon 1245.) bila je velika grofica Edesse i Henneberga.
Bila je kći dame Agneze od Millyja i grofa Joscelina III., unuka gospe Beatrice te sestrična kralja Balduina IV. Gubavoga.
Joscelin je Beatrici dao Toron i Neuf (Mi'ilya).
Čini se da se Beatrica udala za Vilima od Valencea. Moguće je da su samo bili zaručeni.
Sa sigurnošću se zna da se Beatrica udala za grofa Ota od Botenlaubena. Imali su dvojicu sinova, Ota i Henrika.
Oto i Beatrica su osnovali jedan cistercitski samostan 1231. Prema legendi, jednom su se Beatrica i Oto šetali oko svog dvorca, a vjetar je odnio njen veo te je grofica Beatrica obećala sagraditi samostan tamo gdje veo padne.